# Procházková tůň
Procházková tůň je tůň, která vznikla přeměnou starého říčního ramene v místě dřívějšího toku řeky Labe oddělením od tůně Hrad. Nachází se severovýchodně od Sedlčánek na hranici okresů Praha-východ a Nymburk ve Středočeském kraji v Česku. Má rozlohu 0,301 ha. Je 80 m dlouhé a 50 m široké. Leží v nadmořské výšce 172 m. Patří do skupiny Hrbáčkových tůní avšak není zahrnuto do přírodní rezervace Káraný - Hrbáčkovy tůně.

## Okolí
V okolí tůně se nachází jen několik stromů u jižního břehu. Až ke břehům dosahují pole na jihu a severu, zatímco východní břeh je porostlý keři. Na západě navazuje tůň Hrad.

## Vodní režim
Jezerem protéká Zámecký potok. Přitéká na východě od tůně Poltruba a odtéká na západě do navazující tůně Hrad. Náleží k povodí Výmoly.

## Přístup
Přístup je možný přes pole od levého břehu Labe, po kterém vedou ze Sedlčánek do Přerova nad Labem:
- cyklostezka č. 0019,
- zelená turistická značka č. 3113.

## Fauna
Na jezeře rostou stulíky žluté a v okolí zpívají skřivani polní a slavíci obecní. Z ryb jsou zastoupeni karas obecný, kapr obecný, lín obecný, štika obecná, sumec velký.